# Longeaux
Longeaux és un municipi francès situat al departament del Mosa i a la regió del Gran Est. L'any 2007 tenia 233 habitants.

## Demografia

### Població
El 2007 la població de fet de Longeaux era de 233 persones. Hi havia 84 famílies, de les quals 12 eren unipersonals (4 homes vivint sols i 8 dones vivint soles), 28 parelles sense fills, 40 parelles amb fills i 4 famílies monoparentals amb fills.
La població ha evolucionat segons el següent gràfic:
Habitants censats

### Habitatges
El 2007 hi havia 93 habitatges, 86 eren l'habitatge principal de la família, 2 eren segones residències i 5 estaven desocupats. 90 eren cases i 3 eren apartaments. Dels 86 habitatges principals, 79 estaven ocupats pels seus propietaris i 7 estaven llogats i ocupats pels llogaters; 1 tenia dues cambres, 10 en tenien tres, 16 en tenien quatre i 59 en tenien cinc o més. 76 habitatges disposaven pel capbaix d'una plaça de pàrquing. A 30 habitatges hi havia un automòbil i a 47 n'hi havia dos o més.

### Piràmide de població
La piràmide de població per edats i sexe el 2009 era:
| Homes | Edats   | Dones |
| ----- | ------- | ----- |
| 0     | 95 o +  | 0     |
| 0     | 90 a 94 | 4     |
| 4     | 85 a 89 | 0     |
| 0     | 80 a 84 | 0     |
| 0     | 75 a 79 | 4     |
| 4     | 70 a 74 | 0     |
| 8     | 65 a 69 | 8     |
| 4     | 60 a 64 | 8     |
| 4     | 55 a 59 | 8     |
| 0     | 50 a 54 | 4     |
| 12    | 45 a 49 | 8     |
| 4     | 40 a 44 | 8     |
| 12    | 35 a 39 | 16    |
| 8     | 30 a 34 | 12    |
| 12    | 25 a 29 | 4     |
| 4     | 20 a 24 | 0     |
| 16    | 15 a 19 | 4     |
| 12    | 10 a 14 | 8     |
| 8     | 5 a 9   | 16    |
| 12    | 0 a 4   | 4     |

## Economia
El 2007 la població en edat de treballar era de 153 persones, 117 eren actives i 36 eren inactives. De les 117 persones actives 99 estaven ocupades (61 homes i 38 dones) i 18 estaven aturades (10 homes i 8 dones). De les 36 persones inactives 9 estaven jubilades, 17 estaven estudiant i 10 estaven classificades com a «altres inactius».

### Ingressos
El 2009 a Longeaux hi havia 87 unitats fiscals que integraven 240,5 persones, la mediana anual d'ingressos fiscals per persona era de 17.994 €.

### Activitats econòmiques
Dels 6 establiments que hi havia el 2007, 1 era d'una empresa alimentària, 1 d'una empresa de construcció, 3 d'empreses de comerç i reparació d'automòbils i 1 d'una empresa classificada com a «altres activitats de serveis».
Dels 2 establiments de servei als particulars que hi havia el 2009, 1 era un paleta i 1 perruqueria.
L'únic establiment comercial que hi havia el 2009 era una carnisseria.
L'any 2000 a Longeaux hi havia 3 explotacions agrícoles que ocupaven un total de 252 hectàrees.

## Equipaments sanitaris i escolars
El 2009 hi havia una escola maternal integrada dins d'un grup escolar amb les comunes properes formant una escola dispersa.

## Poblacions més properes
El següent diagrama mostra les poblacions més properes.